# 科隆纳

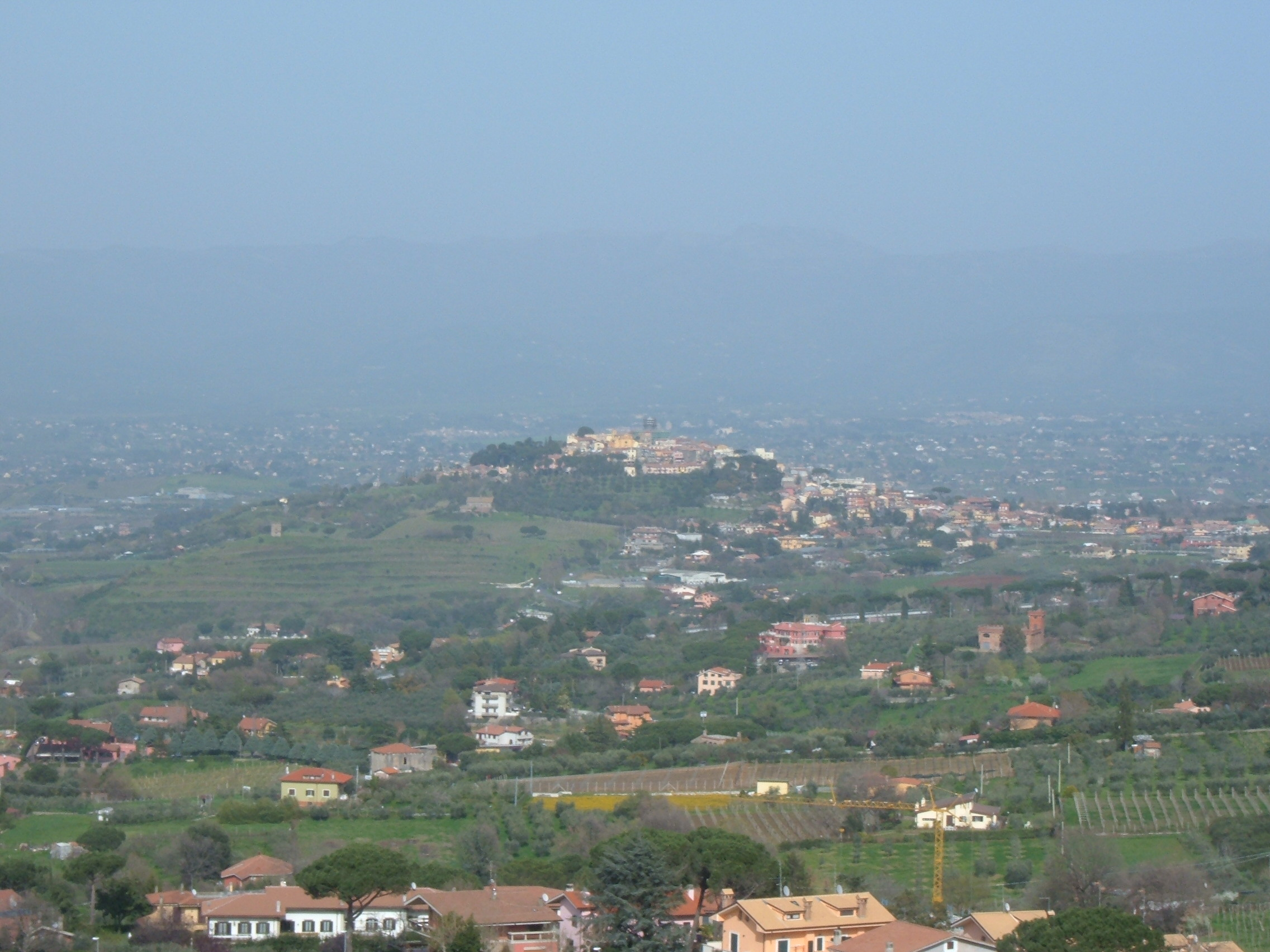
全景图

科隆纳（義大利語：Colonna）是意大利拉齐奥大区罗马首都广域市的一个市镇，面积3.5平方公里，人口4,290人（2015年）。